# 西様似駅
西様似駅（にしさまにえき）は、北海道（日高振興局）様似郡様似町西町にあった、北海道旅客鉄道（JR北海道）日高本線の駅（廃駅）である。電報略号はニサ。事務管理コードは▲132226。

## 歴史

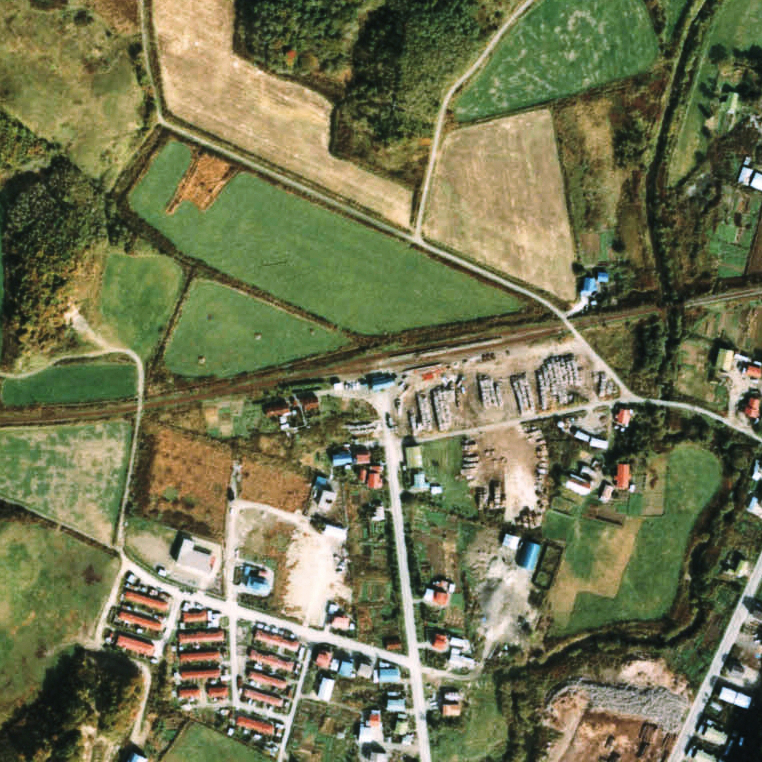
1978年の西様似駅と周囲約500m範囲。右が様似方面。

- 1937年（昭和12年）8月10日：国有鉄道日高線浦河駅 - 様似駅間延伸開通（日高線全通）に伴い開業[1]。一般駅[1]。
- 1943年（昭和18年）11月1日：線路名を日高本線に改称、それに伴い同線の駅となる。
- 1977年（昭和52年）2月1日：貨物・荷物取扱い廃止[3]。出札・改札業務を停止し旅客業務について無人[4]（簡易委託）化。列車交換設備を有し、運転要員は継続配置。
- 時期不詳[注 1]：交換設備廃止、運転要員無人化。
- 1987年（昭和62年）4月1日：国鉄分割民営化に伴い、北海道旅客鉄道（JR北海道）の駅となる[1]。
- 時期不詳[注 2]：簡易委託廃止、完全無人化。
- 2015年（平成27年）
  - 1月8日：厚賀駅 - 大狩部駅間の高波被害により列車の運行を休止[JR北 2]。
  - 1月27日：静内駅 - 様似駅間で列車の運行を再開[JR北 3]。
  - 2月28日：厚賀駅 - 大狩部駅間の土砂流出により再び列車の運行を休止[JR北 4]。
  - 4月29日：代行バスの乗降場所を駅前に移設[JR北 5]。
- 2016年（平成28年）3月26日：代行バスの乗降場所を駅前から国道336号上に移設[JR北 6]。
- 2021年（令和3年）4月1日：鵡川駅 - 様似駅間の廃止に伴い、廃駅となる[JR北 1][運輸局 1]。

### 駅名の由来
当駅の所在する地（様似町）の西方に位置することから「西」を冠した。

## 駅構造
島式ホーム（片面使用）1面1線を有する地上駅だった。ホームは線路の南側（様似方面に向かって右手側）に存在した。転轍機を持たない棒線駅となっていた。かつては島式ホーム1面2線を有する列車交換可能な交換駅であった。駅舎側が上り線、駅舎と反対側が下り線となっていた。そのほか下り線の様似方から駅舎側に分岐する行き止まりの側線を1線有していた。使われなくなった駅舎側の1線は、交換設備運用廃止後は撤去された。ホーム前後の線路は転轍機の名残で湾曲していた。
静内駅が管理していた無人駅で、有人駅時代の駅舎は改築され、ヨ3500形車掌車を改造した貨車駅舎となっていた。駅舎は構内の南西側に位置しホーム西側とを結ぶ通路で連絡していた。尚、貨車駅舎の塗色は2003年（平成15年）に様似中学校美術部の生徒の手により、正面側が虹とロケット、線路側が舞い上がる風船のイラストになっていた。ホームは苫小牧方にスロープを有していた。

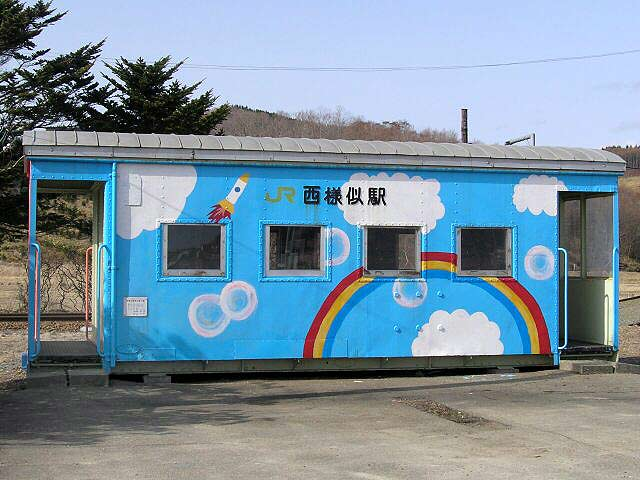
駅舎（駅前通り側） （2005年4月）
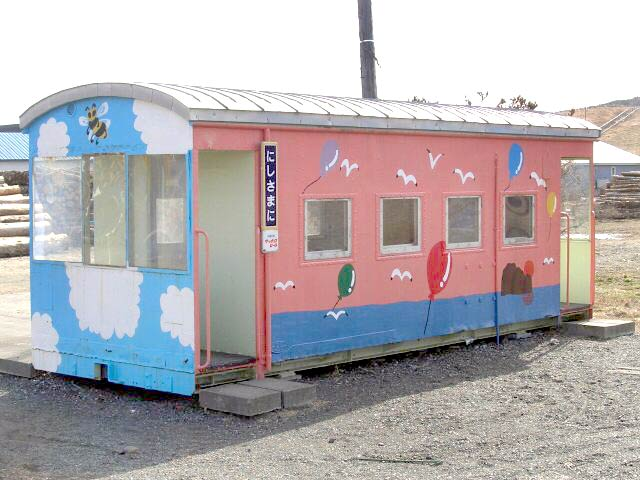
駅舎（ホーム側） （2005年4月）
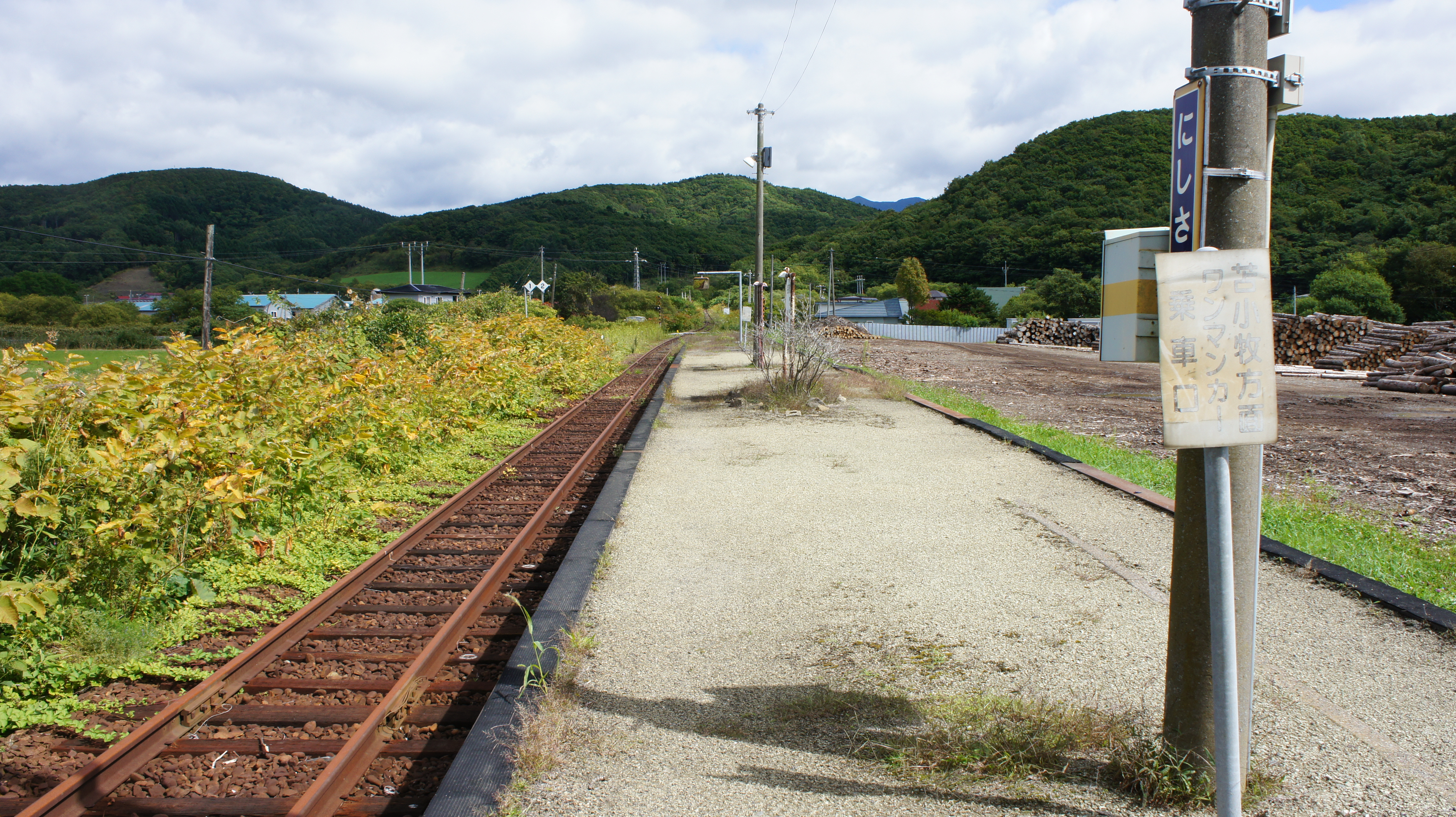
ホーム（2017年9月）
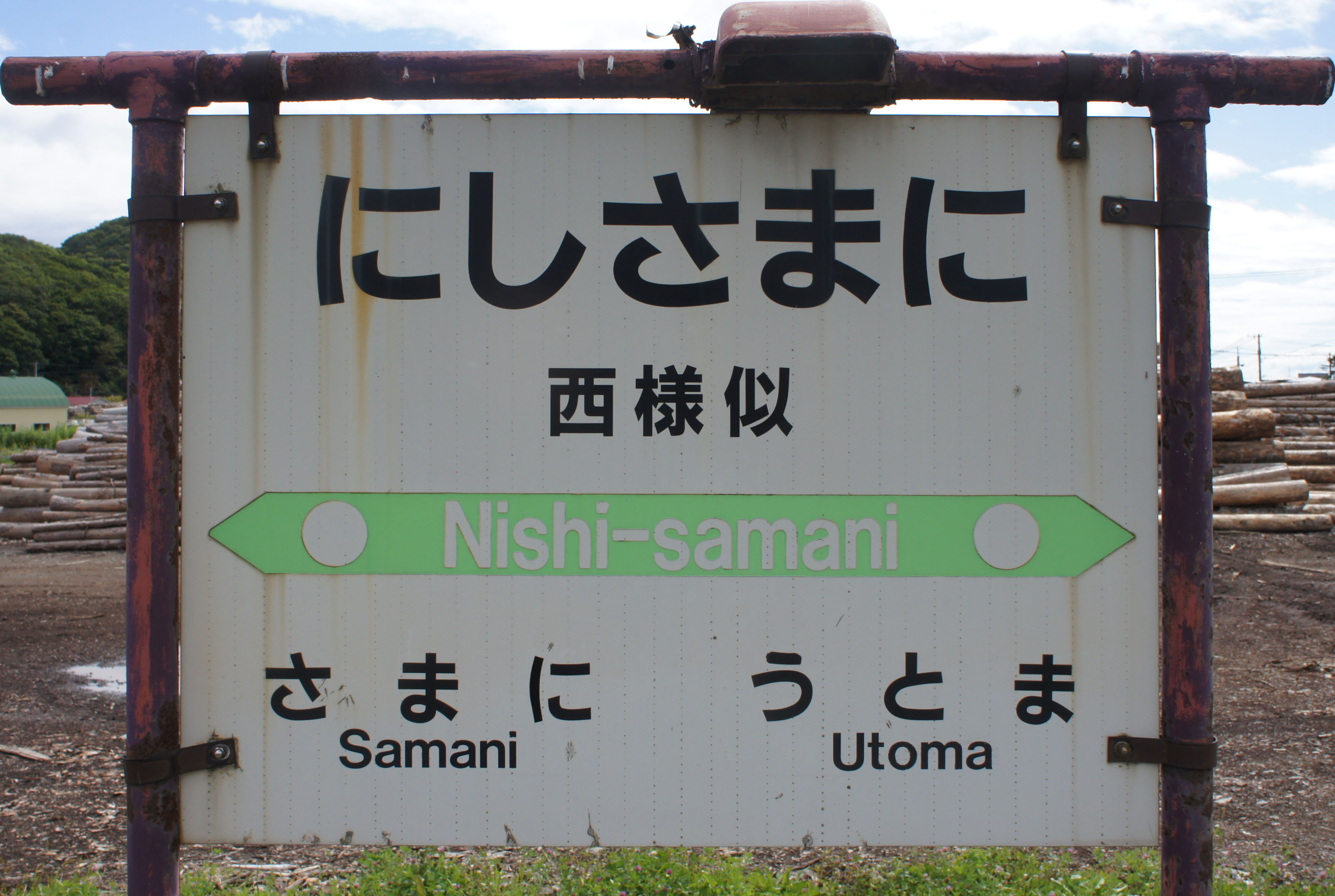
駅名標（2017年9月）

## 利用状況
乗車人員の推移は以下のとおり。年間の値のみ判明している年については、当該年度の日数で除した値を括弧書きで1日平均欄に示す。乗降人員のみが判明している場合は、1/2した値を括弧書きで記した。また、「JR調査」については、当該の年度を最終年とする過去の各調査日における平均である。当駅についてはバス代行期間が存在するため、一部でバスと列車が別集計となっているほか、各年で集計期間が異なる。備考も参照。
| 年度               | 乗車人員 | 乗車人員 | 乗車人員 | 乗車人員 | 出典        | 備考                                                        |
| 年度               | 年間     | 1日平均  | JR調査   | JR調査   | 出典        | 備考                                                        |
| 年度               | 年間     | 1日平均  | 列車     | 代行バス | 出典        | 備考                                                        |
| ------------------ | -------- | -------- | -------- | -------- | ----------- | ----------------------------------------------------------- |
| 1981年（昭和56年） |          | (3.0)    |          |          | [ 7 ]       | 1日乗降人員：6                                              |
| 1992年（平成04年） |          | (15.0)   |          |          | [ 6 ]       | 1日乗降人員：30                                             |
| 2014年（平成26年） |          |          | 1        |          | [ JR北 7 ]  | 当年の列車は単年の値。                                      |
| 2017年（平成29年） |          |          |          | 1        | [ JR北 8 ]  | 2015年度末から鵡川 - 様似間バス代行。当年のバスは単年の値。 |
| 2018年（平成30年） |          |          |          | 1.0      | [ JR北 9 ]  | 代行バスの値は過去2年平均                                   |
| 2019年（令和元年） |          |          |          | 1.0      | [ JR北 10 ] | 代行バスの値は過去3年平均                                   |
| 2020年（令和02年） |          |          |          | 0.8      | [ JR北 11 ] | 代行バスの値は過去4年平均                                   |

1日乗降人員は以下のとおりである。
また、JR北海道によると、各調査日における乗車人員および乗降人員平均は以下のとおりである。

## 駅周辺
- 国道336号
- 様似海水浴場
- 親子岩 - 駅から約1km。大小3つの岩が海岸に屹立する[6]。
- 観音山公園 - 駅から南東に約1.4km[7]。
- ジェイ・アール北海道バス「西町」停留所 - 国道336号線沿い。

## 三井軌道
かつて浦河町上杵臼地区から当駅附近へ、森林鉄道である三井軌道が運行されていた。キロ程約30km。トンネルが2箇所あった。動力は内燃（ディーゼル機関車、ガソリン機関車各1輌）。1日6往復の運行。三井物産が落札した森林の資源を運搬するために敷設された。しかし太平洋戦争の終戦により伐採は中止となり運行も終了、放置の後撤去された。主となる木材はミズナラで、インチ材や鉄道の枕木となった。またセン、カツラはベニヤ板の材料となった。

### 歴史
- 1930年（昭和5年）：工事着工[11]。
- 1931年（昭和6年）：全線開通[11]。
- 1941年（昭和16年）春：生産量の減少に伴いディーゼル機関車が芦別森林鉄道に転出[11]。
- 1945年（昭和20年）8月頃：終戦のため生産中止、それいに伴い運行休止[11]。
- 時期不詳：廃止、撤去[11]。

## 隣の駅
北海道旅客鉄道（JR北海道）
日高本線
鵜苫駅 - 西様似駅 - 様似駅